# Trithemis furva
Trithemis furva – gatunek ważki z rodziny ważkowatych (Libellulidae). Występuje w Afryce Subsaharyjskiej (od Nigerii na wschód do Sudanu i na południe po RPA) oraz w zachodniej i południowo-zachodniej części Półwyspu Arabskiego; niepotwierdzone stwierdzenia także z Madagaskaru.
W RPA imago lata przez cały rok. Długość ciała 37,5–38,5 mm. Długość tylnego skrzydła 27,5–29 mm.